# Ситий Микола Максимович

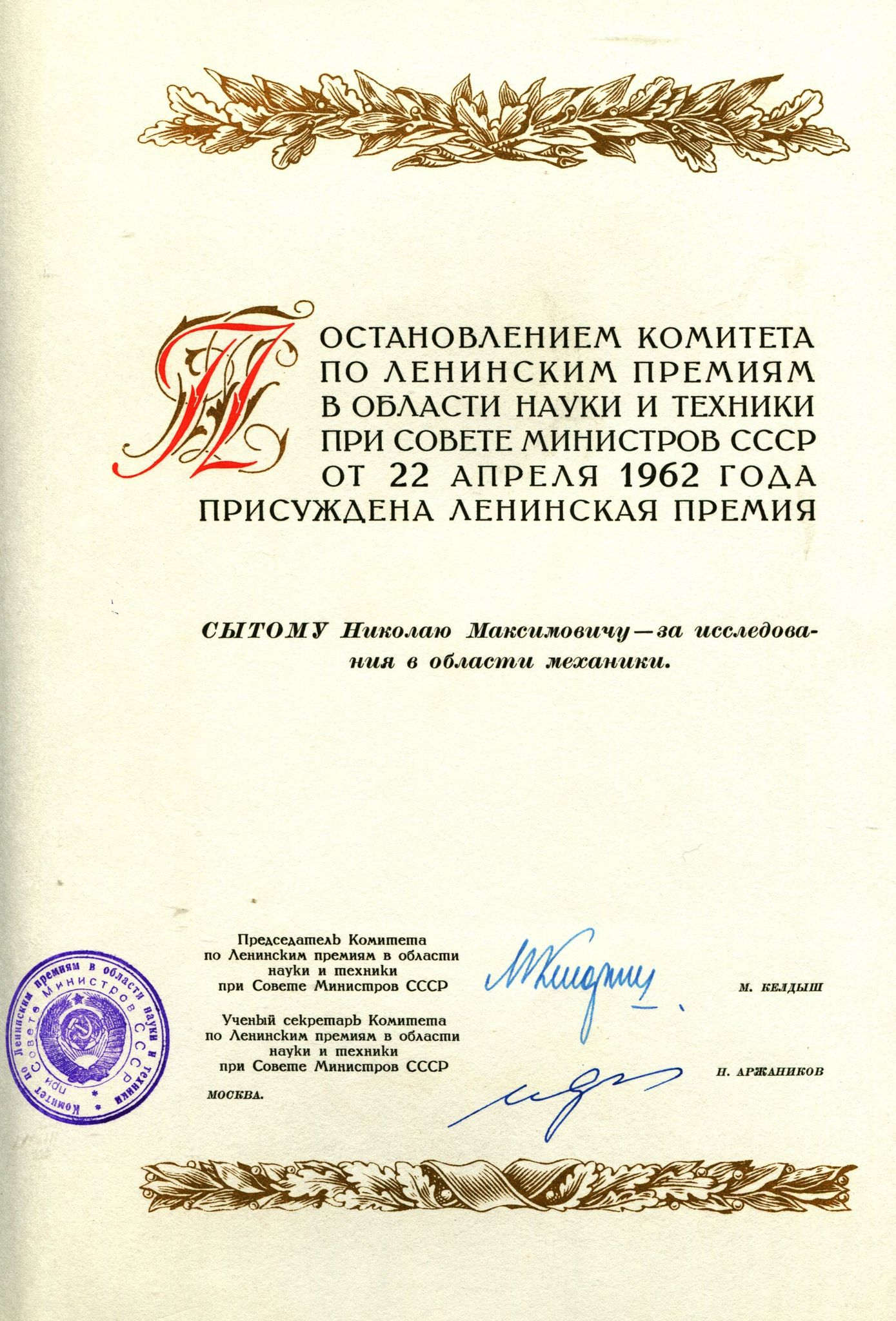
Диплом лауреата Ленінської премії

Микола Максимович Ситий (5 травня 1907, Москва — 26 травня 1969, Кривий Ріг) — український і радянський науковець-хімік. Лауреат Ленінської премії (1962, за дослідження в області механіки).

## Життєпис
З 12 років почав працювати. У 1926 закінчив Прилуцьку кооперативну професійну школу, пізніше Київський товарознавчий Інститут. Після закінчення навчання з 1931 по 1941 рік працював в Українському інституті радянської торгівлі. Працював спочатку в Києві, а потім, коли столиця переїхала з Харкова до Києва, інститут перевели до Харкова. Він обрав собі професію хіміка і все життя присвятив цій науці. Працював асистентом хімії, в.о. доцента, старшим викладачем хімії.
З початком Німецько-радянської війни був евакуйований з сім'єю до міста Фрунзе в Киргизії. З 1941 по 1946 рік працював у Киргизькому Філіалі Академії Наук СРСР (науковим співробітником, зав.спец. лабораторії, в.о. директора Хімічного інституту). Відкрив несподівані властивості пороху — йому вдалося здійснити детонацію гвинтівочних піроксилінових порохів, насичуючи ці порохи водою.
Роботи М. М. Ситого дозволили в Киргизькій РСР, коштом енергії порохових відходів, які раніше спалювали, форсованим темпом провести будівництво трьох гідроелектростанцій (Аламедінська ГЕС — 1-ша і 2-га черги, Токмацька ГЕС), виконати регулювальні роботи з випрямлення русла річки Чу, що забезпечило нормальну експлуатацію Чумишської греблі, а також Атбашінського і Георгіївського іригаційних каналів.
У 1945 і 1946 роках за видатні заслуги в розвитку науки й техніки Н. М. Ситий наказом Президії Верховного Совєта СРСР нагороджений орденом ЗНАК ПОШАНИ й орденом ЧЕРВОНА ЗІРКА.
Дослідженнями й використанням пороху зацікавився академік М. О. Лаврентьєв, він запросив М. М. Ситого до Києва у новостворену ним лабораторію вибуху в Феофанії.
З 1946 по 1956 рік М. М. Ситий працює в Академії Наук Української РСР (зав. спецлабораторії Ін-ту математики АН УРСР, старший науковий співробітник Інституту чорної металургії АН УРСР). У 1946 році захищає дисертацію на звання кандидата технічних наук.
У 1957 році М. М. Ситий був запрошений до експедиційного загону підводних і гідротехнічних робіт Дніпровського річного пароплавства при Раді Міністрів УРСР як науковий консультант при впровадженні вибухових методів з використанням відходів піроксилінових порохів, за його методом. Зазначеним методом виконано П'ЯТЬ переходів газопроводів, при цьому Н. М. Ситий, у всіх випадках брав особисту участь в цих роботах.
Зокрема, виконані переходи газопроводу Шебелинка — Дніпро через річки Дніпро і Самару, перехід Шебелинка — станція Шебелинка в заплаві річки ПІВНІЧНИЙ ДОНЕЦЬ, перехід газопроводу Дніпро — Запоріжжя, через річки Осокорівка і Волнянка. Впровадження зазначеного способу виробництва робіт дало можливість значно скоротити терміни виконання робіт при одночасному різкому скороченні витрат робочої сили й технічних засобів. Крім того, отримана економія близько двох мільйонів рублів. Група виконавців цих робіт (в тому числі й М. М. Ситий) були відзначені Ленінською премією.
За спогадами доньки, Галини Ситої:
«За тиждень до смерті, 19-го травня 1969 (тоді була неділя) зранку батько зателефонував додому з Дніпропетровська, де проходила восьма сесія Наукової Ради АН СРСР по народногосподарському використанню вибухів і повідомив, що їде до Кривого Рогу на чергове випробування якогось експерименту (всі ці роботи були строго засекречені). Дорогою у нього стався інсульт, але колеги цього одразу не помітили. Провезли його до чергової лікарні ще 100 км вздовж міста… Вдень нам зателефонували, порадили приїхати, я тут же літаком дісталася до Дніпропетровська, а звідти — в таксі до Кривого Рогу. Мама на другий день приїхала з медичними виписками й ліками… На жаль, врятувати його не змогли».
26 травня 1969 року М. М. Ситий помер у лікарні Кривого Рогу. Похований у Києві на Звіринецькому кладовищі, ділянка № 8.

## Родина
Батько його, Максим Ситий, був родом з села Згурівка на Київщині, де пройшло і дитинство М. М. Ситого. Максим Ситий деякий час працював на залізниці. Одружився з мешканкою Москви Очнєвою Варварою Миколаївною.
Є батьком Галини Ситої (нар. 1940) — науковця-математика, історика математичної науки в Україні.

## Інтернет-ресурси
- Фотоархив Сибирского отделения Российской академии наук. Сытый Николай Максимович
- Взрывы военных и мирных лет
- Константинов М. Н. ОПЫТ ИСПОЛЬЗОВАНИЯ ПИРОКСИЛИНОВЫХ ПОРОХОВ НА ИНЖЕНЕРНЫХ РАБОТАХ. К.:Издательство Академии наук УССР. 1952
- «Джерела з історії науки в Україні ІСТОРІЯ НАЦІОНАЛЬНОЇ АКАДЕМІЇ НАУК УКРАЇНИ 1946—1950 ЧАСТИНА ДОДАТКИ КИЇВ 2008 ББК 72.4(4УКР) УДК 061.12(477)(091)»1946/1950" Історія Національної …"